# Semion Tchouïkov
Semion Tchouïkov ou Semyon Chujkov (en russe : Чуйков, Семён Афанасьевич), né le 17 octobre 1902 (30 octobre dans le calendrier grégorien) à Bichkek et mort le 18 mai 1980 à Moscou est un peintre soviétique, qui respectait les canons du réalisme soviétique. Il a été surnommé le « père de l'art kirghiz ».
Une de ses œuvres les plus connues est le tableau Fillette de la Kirghizie soviétique (1948).

## Biographie
Il étudie l'art à partir de 15 ans au Studio Khouldov à Almaty, puis à l'école régionale d'art de Tachkent. Il enseigne le dessin dans sa ville natale, avant de monter à Moscou en 1924, où il expose pour la première fois en 1927. Il voyage en Inde en 1952, 1957 et 1968.
Il est membre fondateur de l'Union kirghize des artistes et président du comité chargé de la création du musée des Beaux-Arts.
Il peint quelques œuvres monumentales comme La Révolte kirghize de 1916 (1936) ou le triptyque du Kolkhoze.
On lui décerne un prix Staline pour le tableau La Suite kolkhozienne Kirghize en 1949, et un second prix Staline pour les tableaux Un matin du sovkhoze, Au pied du Tian Shan et Dans les champs de ma Patrie en 1951, et le titre d'artiste du peuple de l'URSS en 1963.

## Œuvres
- 1947 : Matin. Huile sur toile 120 × 150 cm. Galerie Tretiakov à Moscou
- 1948 : Fillette de la Kirghizie soviétique. Huile sur toile 120 × 95,5 cm. Galerie Tretiakov
- 1948 : Pays natal. Huile sur toile 66 × 82 cm. Galerie d'Art à Dresde

## Décorations
- Ordre de Lénine (06.11.1972)
- Ordre du Drapeau rouge du Travail (01.11.1958)
- Ordre de l'Insigne d'honneur (07.06.1939)